# Otto Junggeburth
Otto Junggeburth (* 23. März 1944 in Bitburg; † 2011) war ein deutscher Schauspieler, Regisseur und Schriftsteller.

## Leben
Nach dem Abitur am Collegium Augustinianum Gaesdonck studierte Junggeburth von 1963 bis 1966 in Tübingen, Freiburg im Breisgau, Bonn und Münster Germanistik, Philosophie, Katholische Theologie und Rechtswissenschaften.
Von 1966 bis 1968 war er Regieassistent an den Städtischen Bühnen Münster, in dieser Zeit gründete er außerdem ein Studententheater. Von 1968 bis 1970 wurde Junggeburth an der Folkwang-Hochschule in Essen zum Schauspieler ausgebildet. Von 1970 an war er als freier Regisseur und Autor tätig, mit Engagements u. a. am Stadttheater Freiburg, am Theater der Altstadt in Stuttgart, an der Badischen Landesbühne in Bruchsal, an den Wuppertaler Kammerspielen, an der Württembergischen Landesbühne Esslingen und am Stadttheater Konstanz. 1985 bis 1987 war Junggeburth Hausautor der Württembergischen Landesbühne Esslingen, wo seine Stücke Geschoren, ...dann hätten wir ein Haus am Meer und Zweikampf aufgeführt wurden. Junggeburth lebte von 1987 bis 1998 in England. 2002 gründete er in Bitburg das Theater Sesam. Seit 2004 lebte Junggeburth in Köln, ab 2008 war er auch als Schauspieler für das Fernsehen tätig. Neben zahlreichen Theaterstücken, wie z. B. STRANGE FRUIT - Billie Holiday in der Südstadt - verfasste Junggeburth auch zwei Romane.
Die Schauspielerin Saskia Junggeburth ist seine Tochter.

## Filmografie (Auswahl)
- 2009: Tatort – Tempelräuber[4]
- 2011: Wilsberg – Im Namen der Rosi